# Koba (plaats)
Koba is een bestuurslaag in het regentschap Bangka Tengah van de provincie Bangka-Belitung, Indonesië. Koba telt 6171 inwoners (volkstelling 2010).